# Karl Hinsch

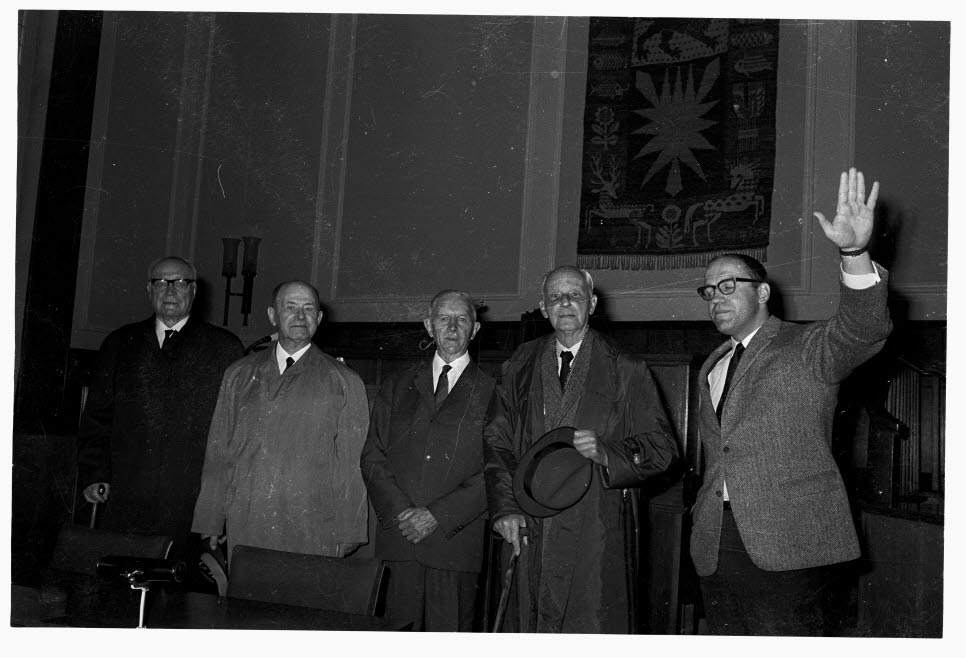
Karl Hinsch (erster von links) u. a. mit Generaladmiral Conrad Albrecht beim Besuch im Landeshaus Kiel, 2. Juni 1966

Karl Hinsch (* 2. April 1880 in Bremerhaven; † 14. April 1971 in Bremen) war ein deutscher Kapitän zur See der Kriegsmarine.

## Leben
Karl Hinsch trat am 10. April 1899 in die Kaiserliche Marine ein. Am 24. April 1916 wurde er zum Korvettenkapitän befördert. Später war er bis Juni 1917 Erster Artillerieoffizier auf der Westfalen. Anschließend war er bis Kriegsende als Admiralstabsoffizier im Stab des Befehlshabers der U-Boote und zugleich von Mai 1918 bis Januar 1919 Kommandant der Hamburg, dem Wohnschiff des Befehlshabers. Am 8. Juni 1919 wurde er aus der Marine verabschiedet.
Bis Mitte Februar 1918 war er unter anderem mit dem Eisernen Kreuz I. Klasse, dem Bremischen Hanseatenkreuz und dem Friedrich-August-Kreuz 1. Klasse ausgezeichnet worden.
Nach dem Krieg war er als Kaufmann aktiv und war ab März 1930 Gauführer Bremen des Stahlhelms. 1932 kam es zum Zerwürfnis zwischen dem Stahlhelm und Hinsch. Der Funke berichtete dazu am 20. April 1932 über die „Stahlhelm-Rebellion in Niedersachsen“:

„...Es ist die Rebellion der für die NS begeisterten Stahlhelmer. Der frühere Führer des Gaus Bremen [Hinsch] hat, obwohl er gar nicht mehr Gauführer war, seinem übergeordneten Landesführer mitgeteilt, daß der Gau Bremen sich aus dem Landesverband Niedersachsen löse und sich den Bundesführer direkt unterstelle.“

Im Ergebnis dieser Ereignisse wurde Hinsch aus dem Stahlhelm ausgeschlossen, wobei sich etwa die Hälfte der Bremer Stahlhelm-Mitglieder Hinsch anschlossen. Am 13. April 1932 gründete er als Gegenpol zum Stahlhelm den Kampfbund Niedersachsen. Zum 1. Oktober 1932 trat er der NSDAP bei (Mitgliedsnummer 1.366.339). Später wurde Hinsch SA-Führer.
In der Kriegsmarine wurde er mit der Einrichtung im August 1940 Kommandeur der Marinepropagandaabteilung West in Paris und blieb in dieser Position bis April 1943. Von Mai bis Juli 1943 war er als Kapitän zur See kurz Kommandant des Abschnitts Südjütland und dänische Inseln. Im Juli 1943 war er bis zur Auflösung der Dienststelle im April 1944 Kommandant des Abschnitts Nordjütland. Anschließend übernahm er die aus der Dienststelle hervorgegangenen Seekommandantur Nordjütland. Im Oktober 1944 gab er das Kommando ab.
Am 27. April 1908 heiratete er in Lenggries Anna Maria Mauchenheim genannt Bechtolsheim (1879–1967).